# Marganell
Marganell è un comune spagnolo di 233 abitanti situato nella comunità autonoma della Catalogna.